# Мадридська школа

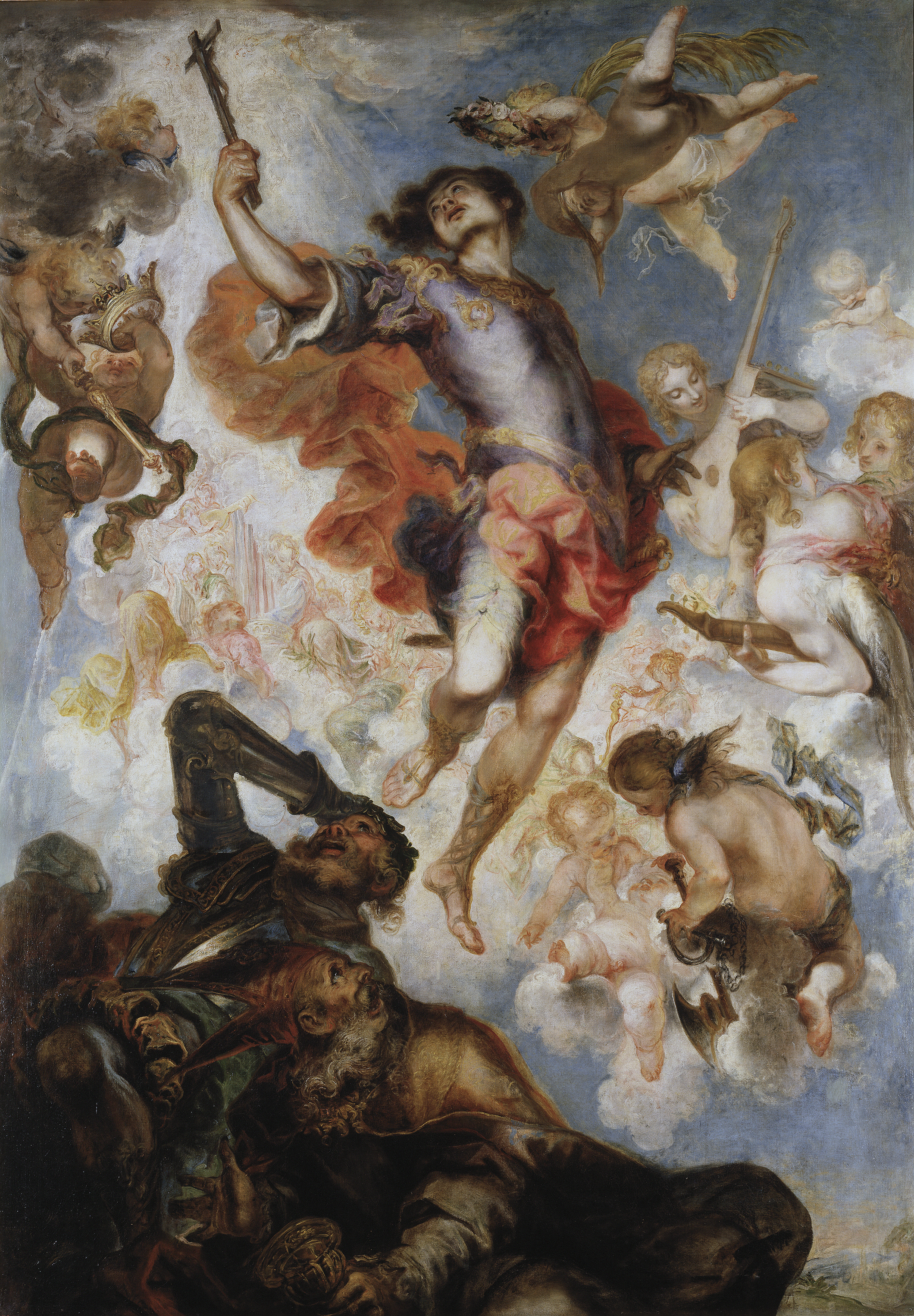
Франсіско Еррера ель Мозо, Тріумф Сан Герменегільдо, Прадо, Мадрид

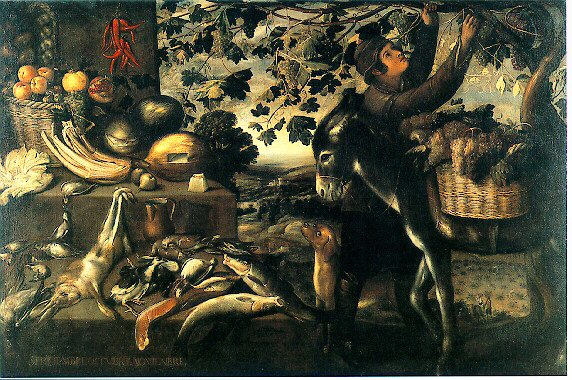
Франсіско Баррера. Алегорія осені

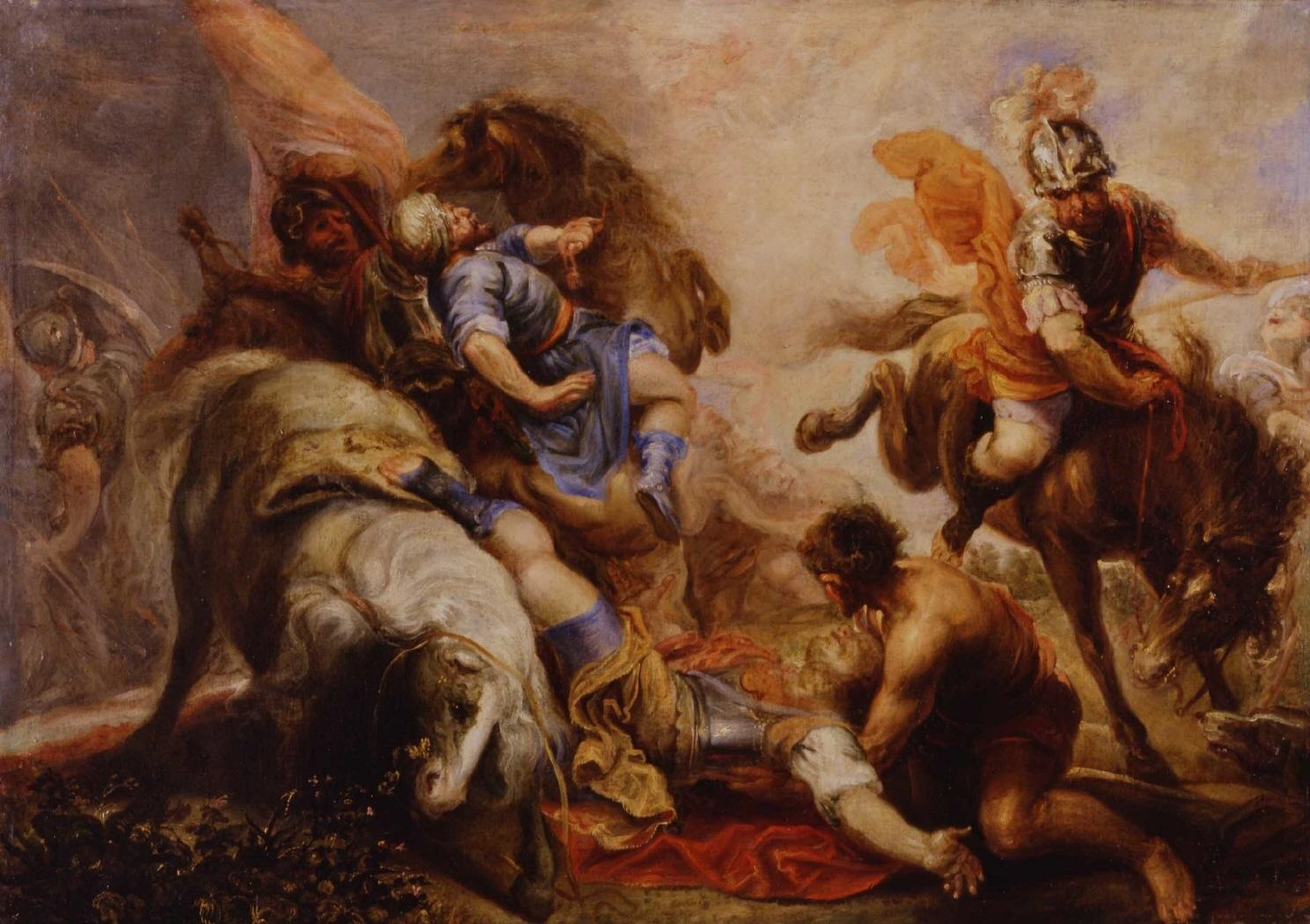
Хуан Антоніо Фріаз і Ескаланте. Навернення Савла в апостола Павла

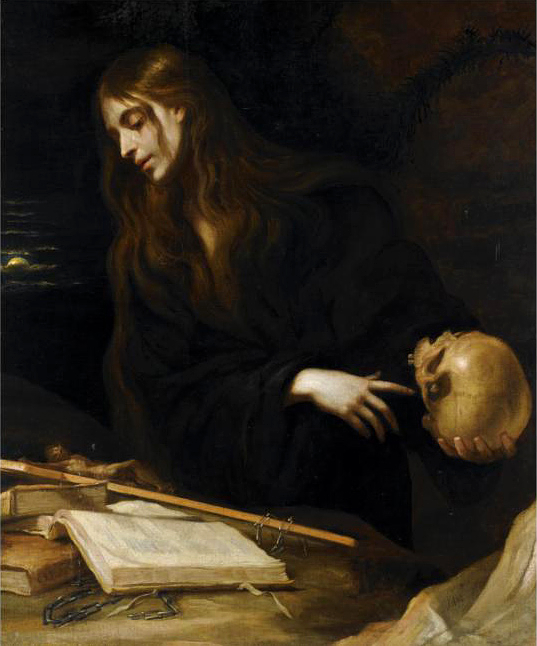
Матео Сересо, Марія Магдалина в пустелі

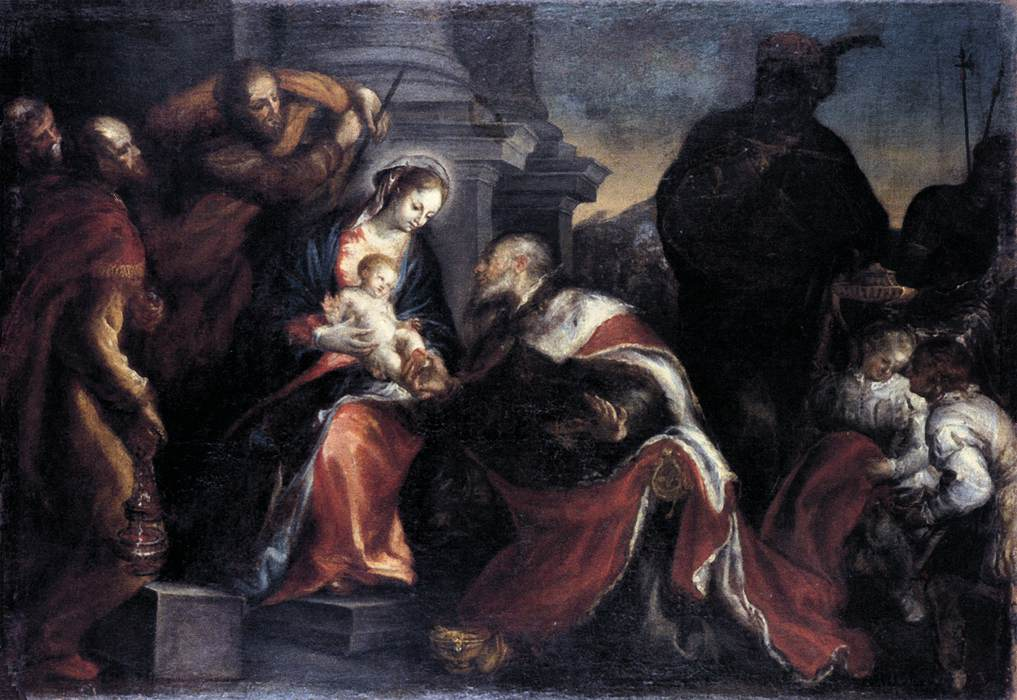
Франсіско Каміло. Поклоніння волхвів, Більбао

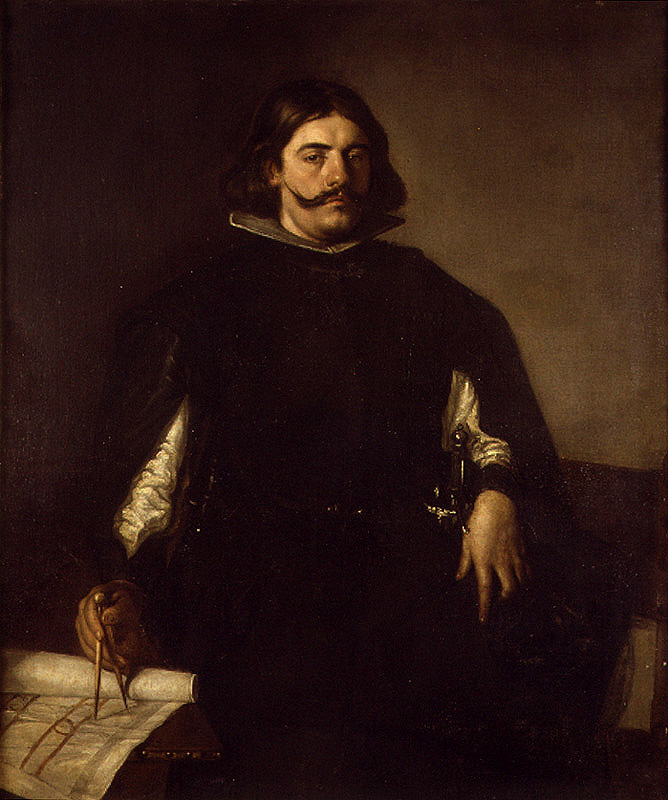
Хуан Пареха. Архітектор Хосе Далмау

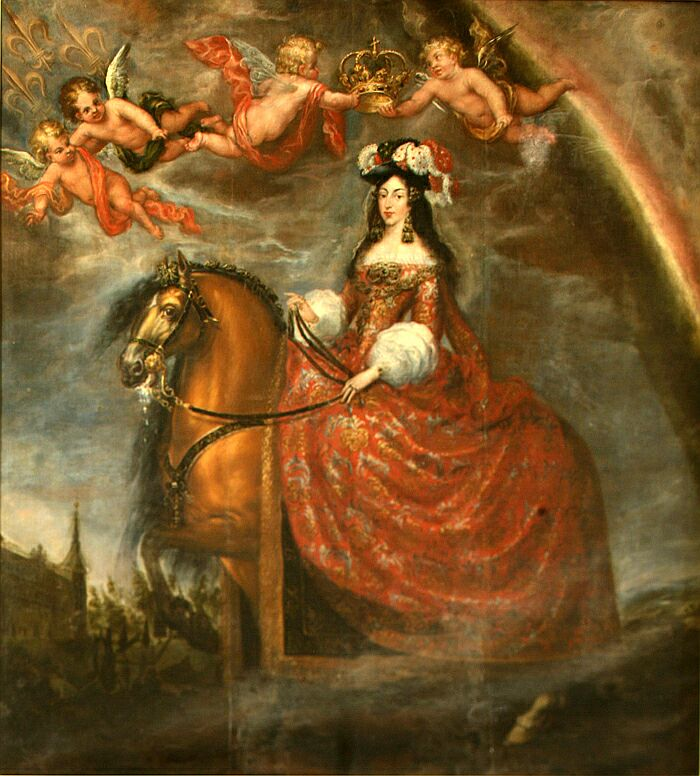
Франсіско Різі, королева Іспанії Марія-Луїза Орлеанська верхи

 Мадридська школа  — умовна назва кола іспанських художників, що працювали в столиці Іспанії в 17 столітті.

## Історія
Умовно історію мадридської школи розділяють на три періоди:
- попередники та майстри перехідного стилю (1-й період)
- Веласкес і його послідовники (друге покоління, 2-й період)
- Третє покоління (3-й період)

Художники мадридської школи не обов'язково іспанці і не обов'язково уродженці Мадриду. (Так, Бартоломе Кардуччо — італієць з Флоренції, а Веласкес за походженням з Севільї). Незважаючи на величезну обдарованість Веласкеса, його важко назвати головою мадридської школи, як, наприклад, Рубенса (голови фламандського бароко) в роки його перебування в Антверпені. У Веласкеса було дуже мало прямих учнів, хоча й були послідовники.
Витоки школи йдуть від майстрів, що працювали в Мадриді за часів короля Філіпа II, який зробив маленький на той час Мадрид столицею імперії. Король запросив на службу низку митців з Італії з метою підняти престиж держави і нової столиці на кшталт Риму чи Відня.
Майже всі вони були представниками чи послідовниками стилю маньєризм. Так, Федеріко Цукаро був теоретиком маньєризму і одним з головних його представників, з 1585 р. працював по замовам Філіпа II. Учень Цукаро, Бартоломе Кардучо, залишиться в Іспанії на все життя і його твори вплинуть на художню манеру представників мадридської школи.
Перше покоління мадридської школи хронологічно пов'язують з першою третиною 17 століття. Митці працюють в стилістиці пізнього маньєризму, але активно засвоюють знахідки Караваджо та його послідовників.
Друге покоління школи представляють Веласкес (1599—1660)та його послідовники. На початку 17 століття пройшов злам ідейної течії і в мистецтві мадридської школи переважають риси реалізму. Це не заважає майстрам використовувати також знахідки пізнього маньєризму, венеційської школи, а також мати впливи стилю бароко, Величної манери (академізму римської школи, болонської школи) та караваджизму.
Третє покоління мадридської школи (умовно по смерті Веласкеса) майже не мало ключових, багато обдарованих фігур, залишаючись послідовниками та епігонами бароко. А частка майстрів навіть використовуватиме знахідки та елементи новонародженого рококо.
Навіть така армія майстрів не задовольняє потреби королівського двору та аристократів Іспанії. Свідоцтвом цього стало активне придбання картин ван Дейка та замови самому Рубенсу. Наприкінці 17 століття в Іспанії працював Джордано Лука, майстер бравурної, декоративної гілки італійського бароко.

## Головні представники
- Бартоломе Кардуччі (1560—1608)
- Вісенте Кардучо (Vicencio Carducho, 1578—1638)
- Дієго Веласкес і його послідовники

(Хуан Пареха, зять Веласкеса — Хуан Баутиста Мартинес дель Мазо, Антоніо Пуга).
- Еухеніо Кахес (Eugenio Caxes)
- Франсіско Баррера (Francisco Barrera, бл. 1595—1658)
- Педро Обрегон (Pedro de Obregón)
- Луїс Фернандес (Luis Fernández)
- Хуан Баутіста Майно (Juan Bautista Maino, 1578—1641)
- Франсіско Каміло (Francisco Camilo, 1615—1673)
- Феліс Кастело (Feliz Castelo)
- Хуан Монтеро де Рохас (Juan Montero de Rojas)
- Антоніо Ариас Фернандес (Antonio Arias Fernández)
- Дієґо Поло (Diego Polo)
- Франсіско Кольянтес (Francisco Collantes, 1599—1656)та інші.

## Третє покоління
- Хуан Кареньо де Міранда (1614—1685)
- Хуан Мартнес Кабезалеро (1634—1673)
- Матео Сересо (1637—1666)
- Хосе Антолінес (1635—1675)
- Франсіско Різі (Francesco Rizi, 1615—1685)
- Клаудіо Коельо (1642—1693)
- Франсіско Еррера ель Мозо (1622—1685)
- Хуан Антоніо Фріаз і Ескаланте
- Себастьян Муньос (бл. 1654—1690)
- Антоніо Ариас (бл.1614-1684)
- Беніто Мануель Агуеро (бл. 1624—1668)
- Хосе Хіменес Доносо (бл. 1632—1690)
- Антоніо Паломіно (1655—1726)та інші.

Твори Антоніо Паломіно вважають умовним кінцем існування мадридської школи.

## Галерея

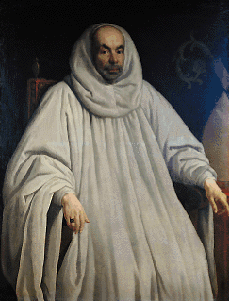
Клаудіо Коельо,єпископ ордену картезіанців, Київ
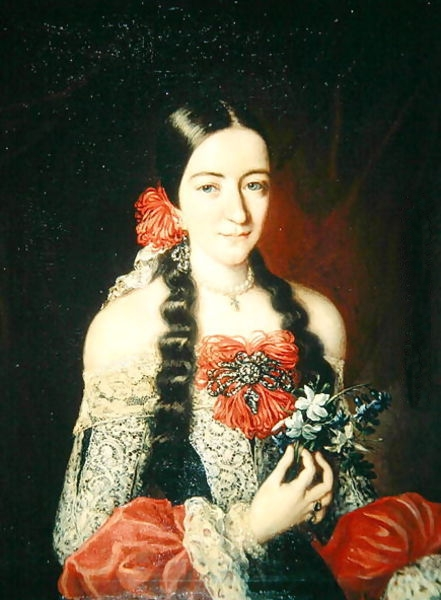
Клаудіо Коельо.Дона Ніколоза Манріке Демендоза і Веласко
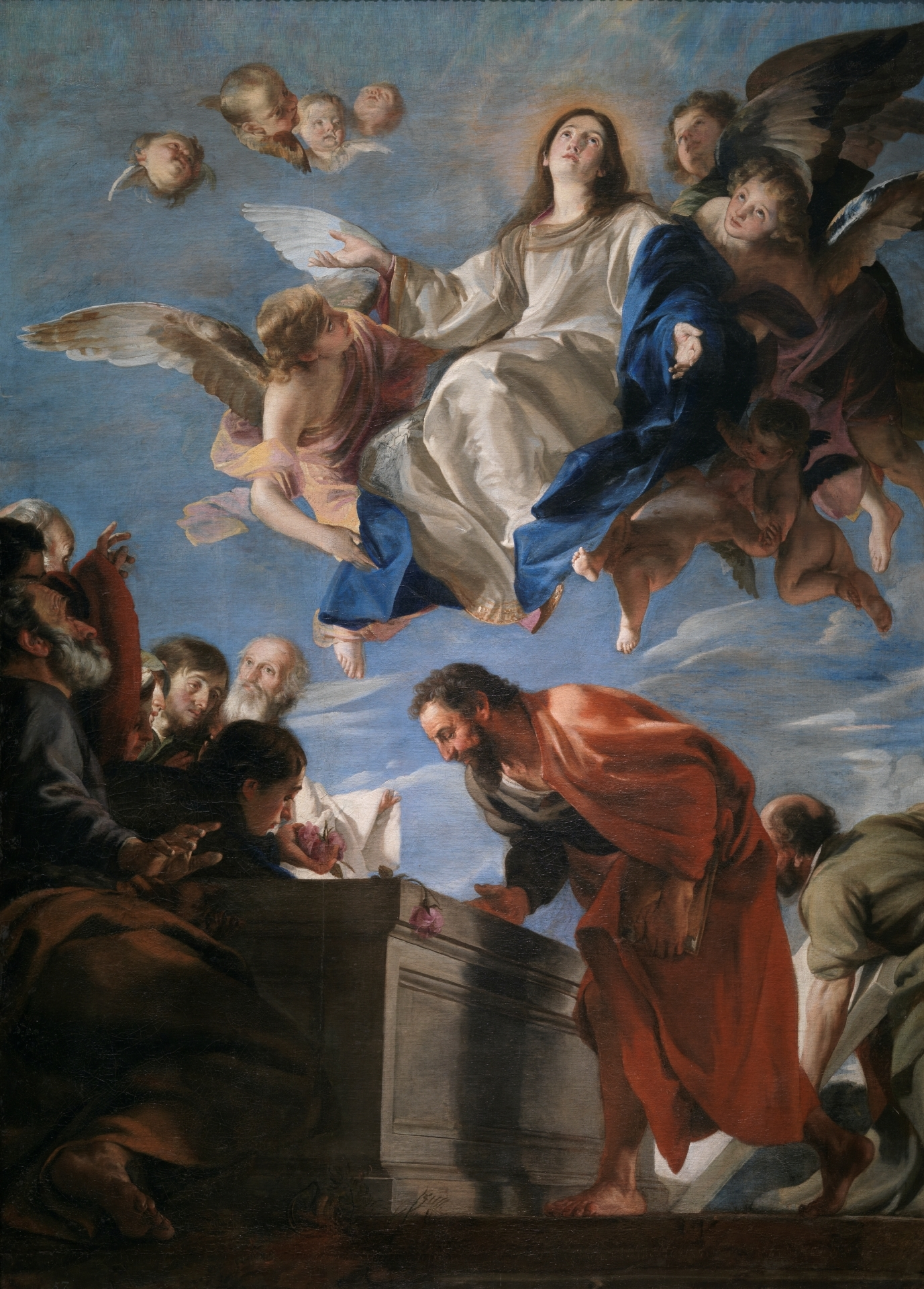
Хуан Мартнес Кабезалеро. Ассунта
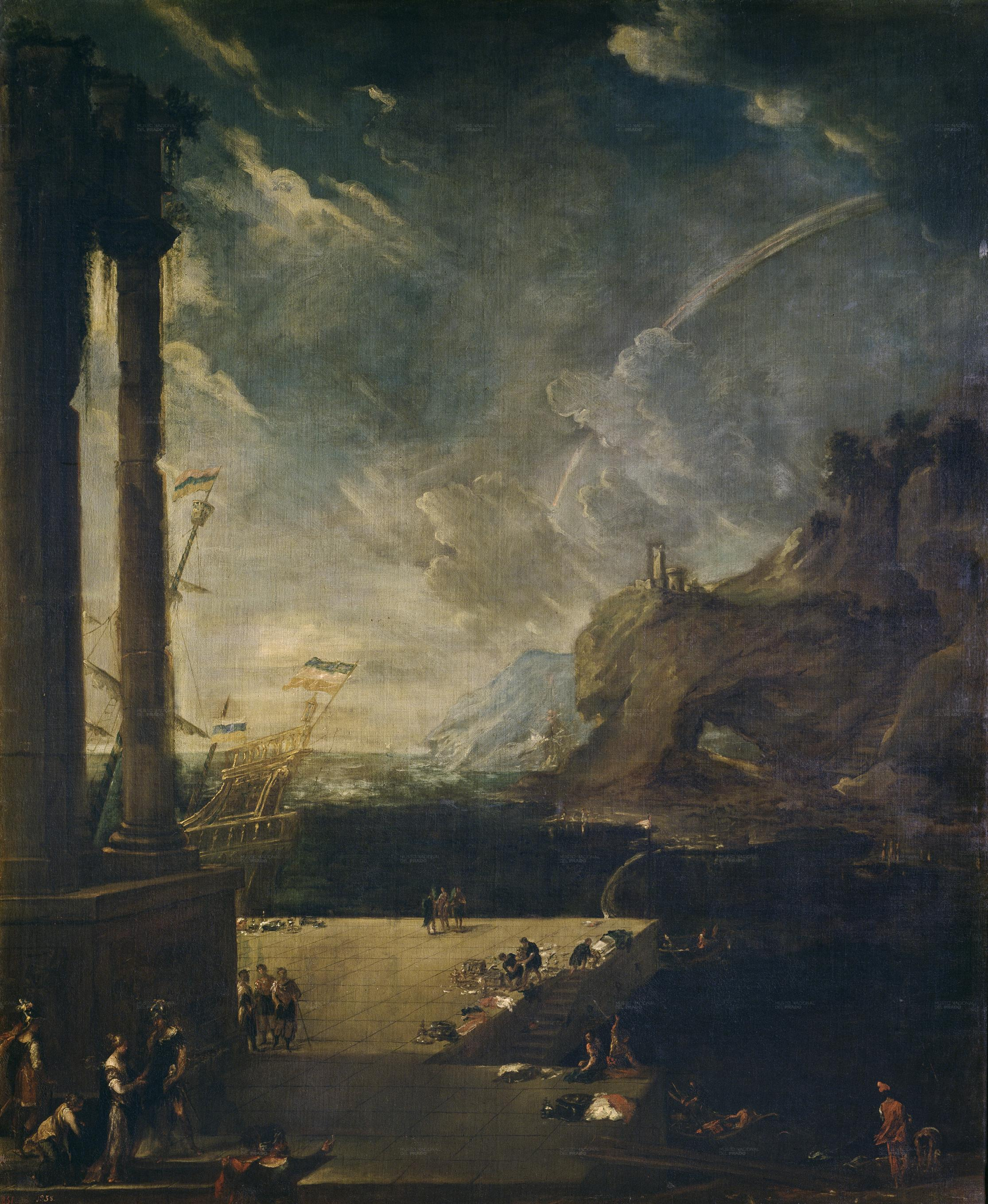
Бенито Мануэль Агуэро. Еней відпливає з Карфагену, Прадо.
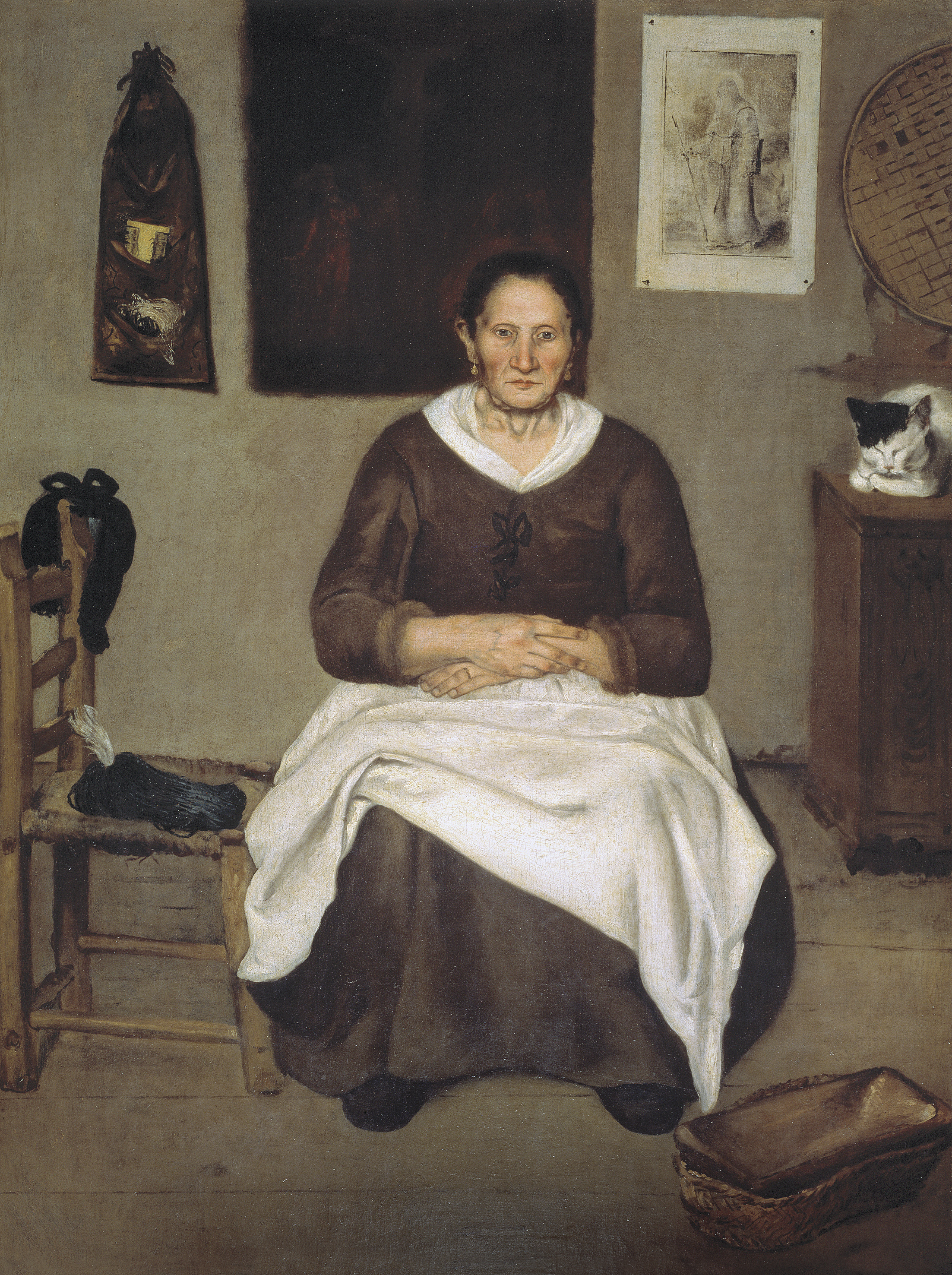
Антоніо Пуга, портрет матері, музей де Понтеведра
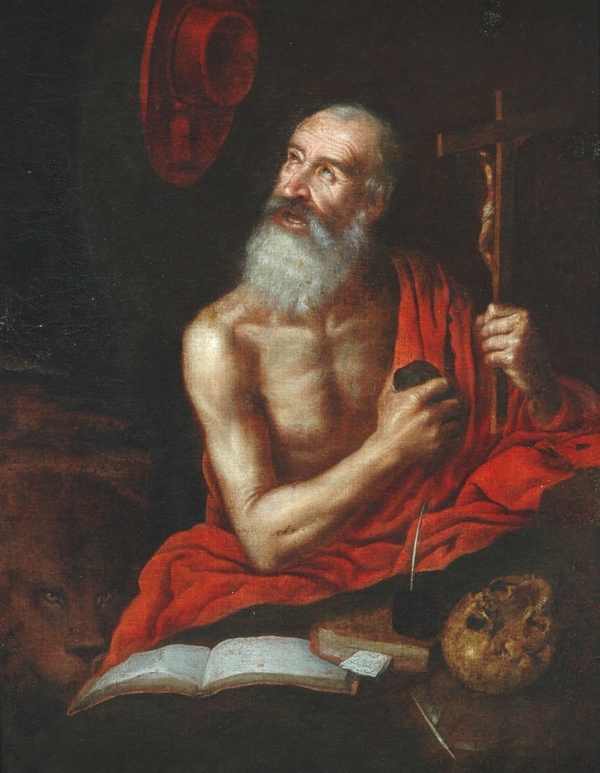
Антоніо Пуга. Св. Єронім, музей Боуз
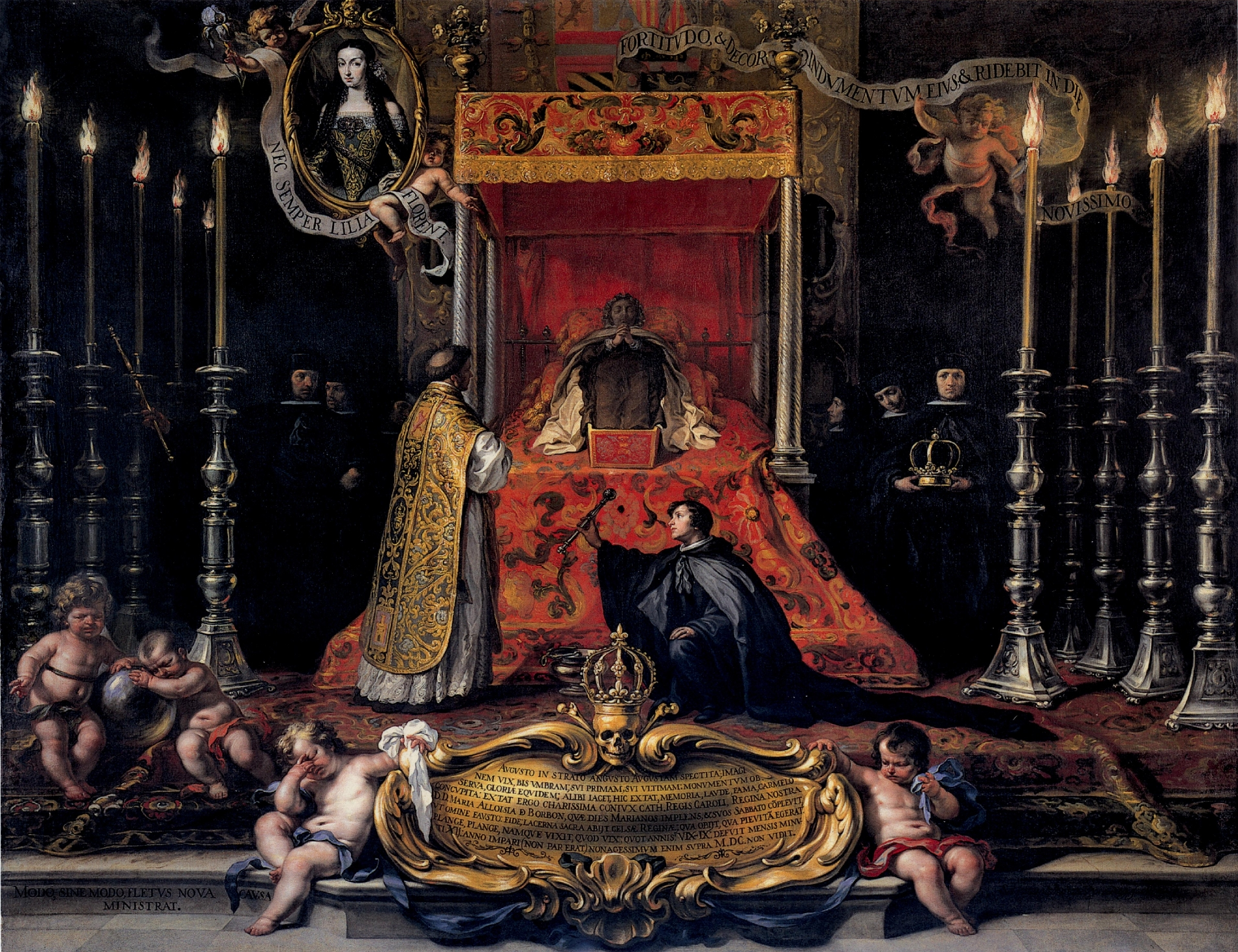
Себастьян Муньос, похорон королеви Марії-Луїзи Орлеанської, 1689 р., Іспанське товариство Америки
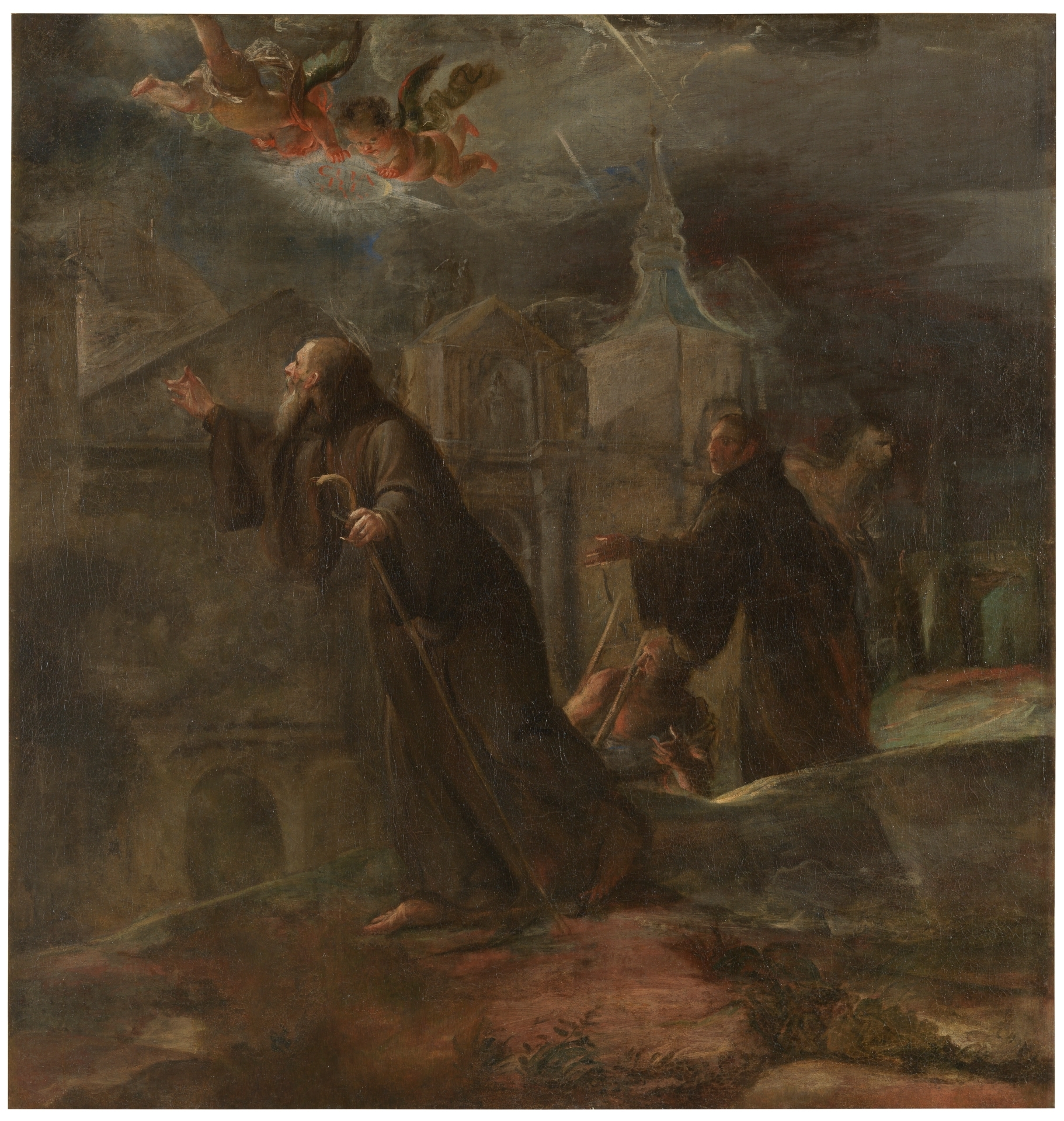
Хосе Хіменес Доносо. Сан Франсіско з Паули